# Jean Westwood (Eiskunstläuferin)
Jean Westwood, MBE (* 1931; † 26. Juli 2022) war eine britische Eiskunstläuferin, die mit Lawrence Demmy im Eistanz startete.
Mit ihm zusammen wurde sie von 1952 bis 1955 britische Meisterin, von 1954 bis 1955 Europameisterin und von 1952 bis 1955 Weltmeisterin. Westwood und Demmy waren sowohl die ersten Weltmeister wie auch die ersten Europameister im Eistanz. Mit vier WM-Titeln werden sie nur noch von Ljudmila Pachomowa und Alexander Gorschkow aus der Sowjetunion übertroffen, die es auf insgesamt sechs Titel brachten.
1977 wurden Westwood und Demmy in die World Figure Skating Hall of Fame aufgenommen.

## Ergebnisse

### Eistanz
(mit Lawrence Demmy)
| Wettbewerb / Jahr         | 1952 | 1953 | 1954 | 1955 |
| ------------------------- | ---- | ---- | ---- | ---- |
| Weltmeisterschaften       | 1.   | 1.   | 1.   | 1.   |
| Europameisterschaften     |      |      | 1.   | 1.   |
| Britische Meisterschaften | 1.   | 1.   | 1.   | 1.   |